# Aszkan Deżagah
Aszkan Deżagah (per. اشكان دژاگاه; ur. 5 lipca 1986 w Teheranie) – irański piłkarz występujący na pozycji pomocnika lub napastnika w klubie Foolad i w reprezentacji Iranu.

## Kariera klubowa
Na początku swojej kariery grał w młodzieżówkach Reinickendorfer Füchse i Tennis Borussii Berlin. Później przeszedł do amatorów Herthy Berlin. Od 2004 roku grał już w profesjonalnej kadrze tego klubu. W sezonie 2007/2008 przeszedł na zasadzie wolnego transferu do VfL Wolfsburg.
W 2012 roku podpisał kontrakt z angielskim Fulham. W sezonie 2013/14 wybrany najlepszym zawodnikiem roku w klubie. W 2014 roku odszedł do Al-Arabi SC.

## Kariera reprezentacyjna
Aszkan Deżagah został ostro skrytykowany przez zarząd DFB po tym jak „ze względów politycznych” nie chciał grać w meczu międzypaństwowym w Izraelu.